# Sfioasa (film din 1969)
Sfioasa (titlul original: în franceză Une femme douce) este un film dramatic francez, realizat în 1969 de regizorul Robert Bresson, după povestirea omonimă a scriitorului Feodor Dostoievski, protagoniști fiind actorii Dominique Sanda, Guy Frangin, Jane Lobre și Dorothée Blank. 
Dominique Sanda, care interpretează „femeia sfioasă” din titlu, a debutat în acest film, începând cariera sa de actriță. Bresson a ales-o chiar ca urmare a primului ei apel telefonic, apreciindu-i vocea ca potrivită pentru acest rol din film.

## Conținut
Acțiunea filmului se petrece la Paris în anii 1960. Luc, un amanetar își pierde soția care s-a sinucis, aruncându-se de pe balcon. În discuție cu Anna, el trece în revistă timpul petrecut cu soția sa, de la prima întâlnire până la nuntă și la viața lor de zi cu zi. În decursul timpului, el poate înțelege din ce în ce mai bine motivele ei pentru actul disperat al ei...

## Distribuție
- Dominique Sanda – Ea
- Guy Frangin – Luc, soțul ei
- Jane Lobre – Anna, servitoarea
- Dorothée Blank – infirmiera
- Claude Ollier – medicul
- Jacques Kébadian – seducătorul
- Gilles Sandier – primarul